# ぼくのベストフレンドへ
「ぼくのベストフレンドへ」は、岩崎宏美の54枚目のシングル。2001年2月7日にピカチュウレコード（メディアファクトリー〈現・KADOKAWA〉）から発売された。

## 解説
テレビ東京系アニメ『ポケットモンスター』エンディングテーマ。第173話から第191話まで使用された。
当時のコンサートでは、本曲を歌いながら観客と握手をして回るのが定番であった。
2015年現在、シングルバージョンはアルバム未収録である。

## 収録曲
1. ぼくのベストフレンドへ [3:47]
作詞：川村久仁美／作曲・編曲：たなかひろかず
2. ぼくのベストフレンドへ（オリジナルカラオケ） [3:48]
3. ぼくのベストフレンドへ（ピアノ弾き語りVer. TVサイズ） [1:29]
ピアノ演奏：恩田直幸
4. ぼくのベストフレンドへ（オルゴール・インストVer.） [3:13]
オルゴール・アレンジ：三留一純

## 収録作品・カバー
| 発売日         | タイトル                                                              | 規格品番            |
| -------------- | --------------------------------------------------------------------- | ------------------- |
| 2001年03月28日 | 『ポケモンソング♪ベストコレクション2』                                | ZMCP-1211           |
| 2003年04月23日 | 『アニメ「ポケットモンスター」TV主題歌パーフェクトベスト(1997-2003)』 | ZMCP-1525           |
| 2005年12月01日 | BOX『HIROMI IWASAKI 30TH ANNIVERSARY BOX』                            | TECS-25280          |
| 2012年12月21日 | 『ポケットモンスター TVアニメ主題歌 ベスト・オブ・ベスト 1997-2012』  | ZMCP-6139           |
| 2015年05月20日 | セルフカバーベスト『MY SONGS』                                        | TECI-1457 TECI-1459 |

## 参加ミュージシャン
- トラック・プログラミング：たなかひろかず
- シンセサイザー・プログラミング：山崎哲雄
- エレキギター：古川望